# 7008 Pavlov
7008 Pavlov eller 1985 QH5 är en asteroid i huvudbältet som upptäcktes den 23 augusti 1985 av den rysk-sovjetiske astronomen Nikolaj Tjernych vid Krims astrofysiska observatorium på Krim. Den har fått sitt namn efter Nikolaj N. Pavlov.
Asteroiden har en diameter på ungefär 7 kilometer.